# Entodon tereticaulis
Entodon tereticaulis là một loài rêu trong họ Entodontaceae. Loài này được Broth. mô tả khoa học đầu tiên năm 1927.